# 바람 이야기
바람 이야기(Wind Story)는 한국에서 제작된 김종관 감독의 2002년 드라마 영화이다. 김수용 등이 주연으로 출연하였다.

## 출연

### 주연
- 김수용
- 정재은

## 제작진
- 녹음: 김연호
- 믹싱: 김영대